# Malcolm Wiseman
Malcolm Wiseman   (Winnipeg, 12 de juliol de 1913 - 11 d'abril de 1993) fou un jugador de bàsquet canadenc que va competir durant la dècada de 1930.
El 1936 guanyà el campionat canadenc de bàsquet amb el Windsor Ford V-8s. Aquell mateix any va prendre part en els Jocs Olímpics de Berlín, on guanyà la medalla de plata en la competició de bàsquet. Guanyà el Campionat d'Ontario de bàsquet amb el Windsor Alumni el 1937, 1939 i 1940, i amb el Moose Lodge el 1938.